# Dmytro Baranovskyj
Dmytro Baranovskyj (Oekraïens: Дмитро Барановський) (28 juli 1979) is een Oekraïense langeafstandsloper, die zich op de marathon heeft toegelegd.

## Loopbaan
Zijn eerste grote internationale succes boekte Baranovskyj in 2001, toen hij op de Europese kampioenschappen voor atleten onder 23 jaar in Amsterdam de 10.000 m won in 29.13,36 en daarbij Koen Raymaekers de pas afsneed, die genoegen moest nemen met de zilveren medaille. In datzelfde toernooi werd Baranovsky bovendien tweede op de 5000 m in 14.03,67. Het jaar erna werd hij op deze laatste afstand tevens Oekraïens kampioen.
In 2003 was hij vijfde op de marathon van Frankfurt, evenals in 2005 op de marathon van Hamburg. Dat jaar won hij de marathon van Fukuoka in de nieuwe Oekraïense recordtijd van 2:08.29.
In 2006 werd Baranovskyj derde op de marathon van Wenen en tweede op de marathon van Fukuoka achter Haile Gebrselassie en vestigde hij met 2:07.15 opnieuw een nationaal record.

## Titels
- Europees kampioen U23 10.000 m - 2001
- Oekraïens kampioen 5000 m - 2002
- Wit-Russisch kampioen 10.000 m - 2002

## Persoonlijke records
Baan
| Onderdeel   | Prestatie | Datum            | Plaats     |
| ----------- | --------- | ---------------- | ---------- |
| 800 m       | 1.50,61   | 23 juli 2002     | Kiev       |
| 1500 m      | 3.39,76   | 16 augustus 2002 | Nijvel     |
| 1 Eng. mijl | 4.01,54   | 14 augustus 2002 | Brasschaat |
| 3000 m      | 7.52,61   | 30 juni 2002     | Haniá      |
| 5000 m      | 13.38,36  | 3 juli 2003      | Kiev       |
| 10.000 m    | 30.19,16  | 30 juli 1998     | Annecy     |

Weg
| Onderdeel      | Prestatie | Datum           | Plaats  |
| -------------- | --------- | --------------- | ------- |
| halve marathon | 1:06.30   | 2005            | İzmir   |
| 25 km          | 1:14.58   | 6 december 2009 | Fukuoka |
| 30 km          | 1:30.06   | 6 december 2009 | Fukuoka |
| marathon       | 2:07.15   | 3 december 2006 | Fukuoka |

## Palmares

### 5000 m
- 2001:  Europees kampioen U23 - 14.03,67

### 10.000 m
- 2001:  Europees kampioen U23 - 29.13,36

### marathon
- 2003: 5e marathon van Frankfurt - 2:12.47
- 2004: 10e marathon van Hamburg - 2:12.34
- 2004: 6e marathon van Frankfurt - 2:15.03
- 2005: 5e marathon van Hamburg - 2:11.57
- 2005:  marathon van Fukuoka - 2:08.29
- 2006:  marathon van Fukuoka - 2:07.15
- 2006:  marathon van Wenen - 2:10.15
- 2007: 6e marathon van Seoel - 2:10.51
- 2008: 16e marathon van Lake Biwa - 2:16.17
- 2009: 7e marathon van Tokio - 2:13.27
- 2009:  marathon van Fukuoka - 2:08.19
- 2010: 6e marathon van Fukuoka - 2:13.40
- 2014: DNF EK in Zürich